# Libanon a 2010. évi téli olimpiai játékokon

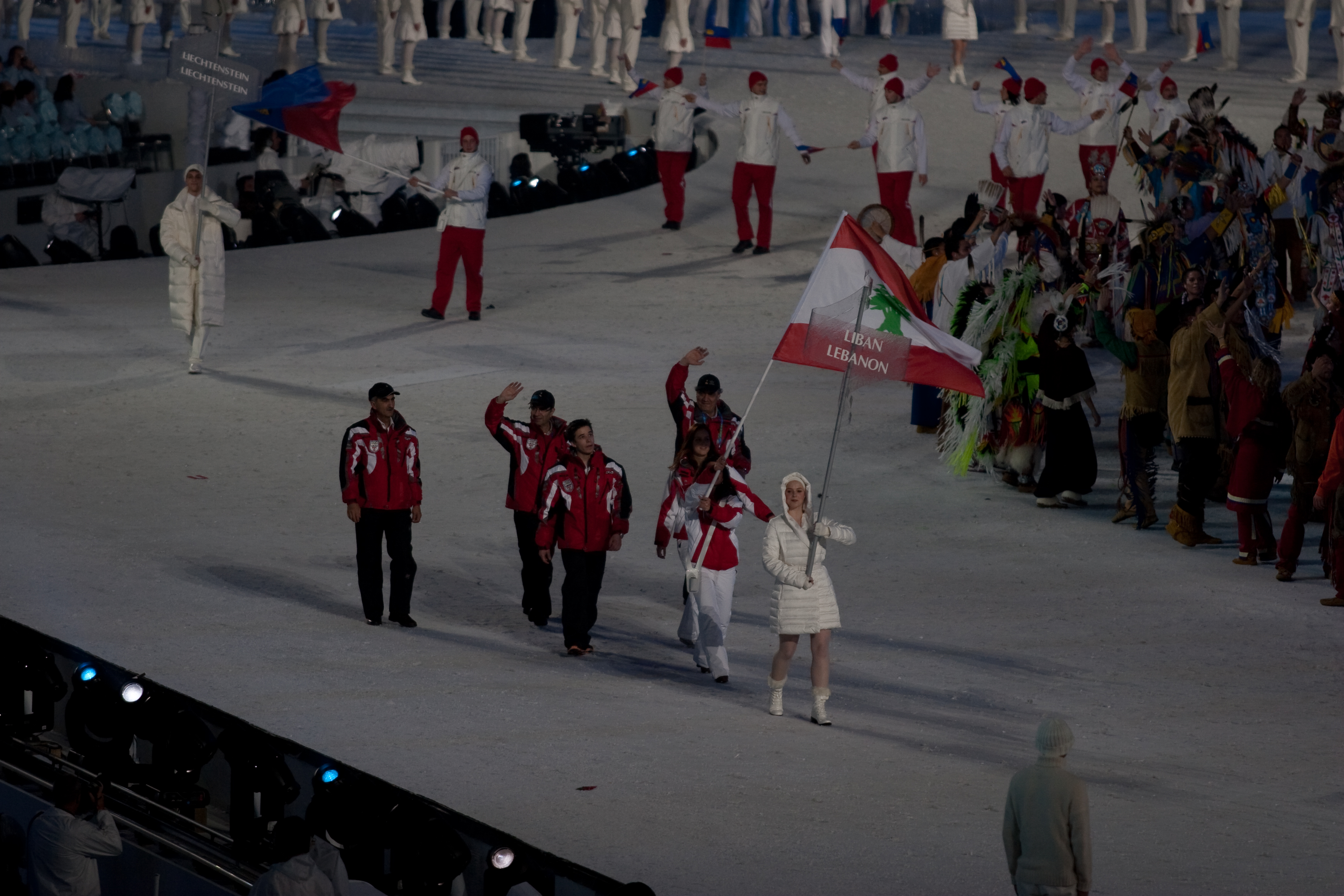
Libanon olimpiai küldöttsége a megnyitón

Libanon a kanadai Vancouverben megrendezett 2010. évi téli olimpiai játékok egyik részt vevő nemzete volt. Az országot az olimpián 1 sportágban 3 sportoló képviselte, akik érmet nem szereztek.

## Alpesisí
Férfi
| Versenyző   | Versenyszám      | 1. futam | 1. futam | 2. futam      | 2. futam      | Összesítés | Összesítés |
| Versenyző   | Versenyszám      | Idő      | Hely.    | Idő           | Hely.         | Idő        | Helyezés   |
| ----------- | ---------------- | -------- | -------- | ------------- | ------------- | ---------- | ---------- |
| Gasszán Asi | Műlesiklás       | kizárták | kizárták | kiesett       | kiesett       | kiesett    | kiesett    |
| Gasszán Asi | Óriás-műlesiklás | 1:27,19  | 67.      | nem ért célba | nem ért célba | kiesett    | kiesett    |

Női
| Versenyző    | Versenyszám            | 1. futam | 1. futam | 2. futam | 2. futam | Összesítés | Összesítés |
| Versenyző    | Versenyszám            | Idő      | Hely.    | Idő      | Hely.    | Idő        | Helyezés   |
| ------------ | ---------------------- | -------- | -------- | -------- | -------- | ---------- | ---------- |
| Zseki Samún  | Műlesiklás             | 1:09,41  | 69.      | 1:08,62  | 54.      | 2:18,03    | 54.        |
| Sírín Nzsejm | Műlesiklás             | 58,97    | 53.      | 59,23    | 43.      | 1:58,20    | 43.        |
| Sírín Nzsejm | Óriás-műlesiklás       | 1:23,28  | 50.      | 1:18,33  | 42.      | 2:41,61    | 43.        |
| Sírín Nzsejm | Szuperóriás-műlesiklás |          |          |          |          | 1:29,59    | 37.        |